# Naissance en 1037
Naissance
- 1033
- 1034
- 1035
- 1036
- 1037
- 1038
- 1039
- 1040
- 1041

Cette page dresse une liste de personnalités nées au cours de l'année 1037 :
- 8 janvier : Su Shi (Su Dongpo), poète, calligraphe, lettré chinois (mort en 1101)[1].

- Béatrice Ire princesse-abbesse de l'abbaye de Quedlinbourg.
- Minamoto no Akifusa (pt).
- Suō no Naishi, poétesse et courtisane japonaise.

## Crédit d'auteurs
- Cet article est partiellement ou en totalité issu de l'article intitulé « 1037 » (voir la liste des auteurs).